# Leonhard Spitzer

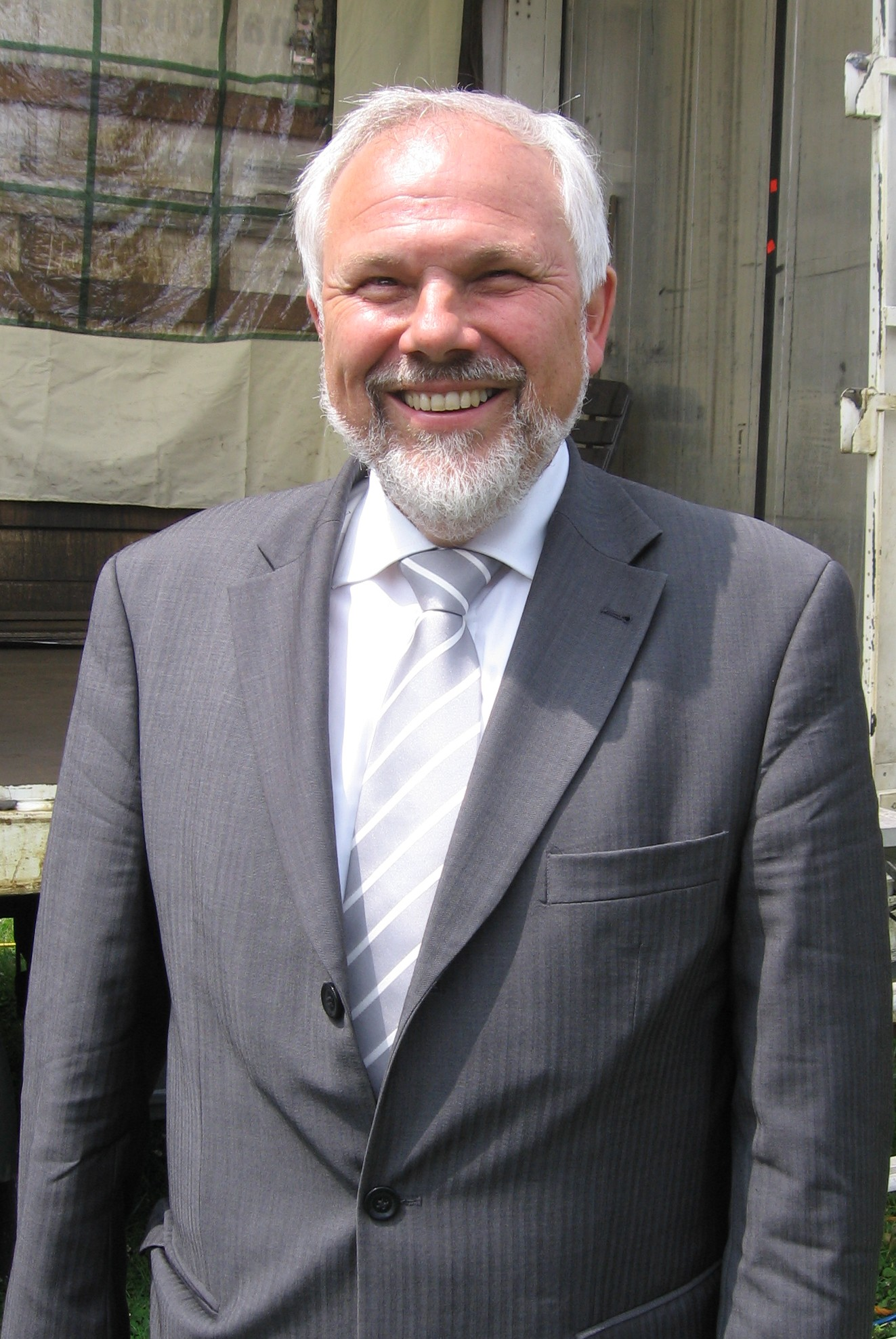
Leonhard Spitzer, 2009

Leonhard Johannes Spitzer (* 1950 in Drosa, Sachsen-Anhalt) ist ein deutscher Kommunalpolitiker (CDU). Er war bis Mai 2014 hauptamtlicher Bürgermeister der Stadt Voerde.

## Politische Laufbahn
Nach der Wahl zum Kämmerer und Beigeordneten durch den Stadtrat begann er am 1. Januar 1996 seinen Dienst bei der Stadt Voerde. Seit diesem Zeitpunkt leitet er die Dezernate für Finanzen, Jugend und Soziales. Später fielen auch die Bereiche Schule, Sport und Kultur in seinen Zuständigkeitsbereich. Er wirkte weiterhin in vielen örtlichen und überörtlichen Gremien bis hin zu Arbeitsgruppen im Landtag mit.

### Bürgermeister
Spitzer wurde 2003 als gemeinsamer Kandidat der CDU, FDP, der Grünen und UVW direkt durch die Bürger zum Voerder Bürgermeister gewählt. Die Nachwahl innerhalb der damals bereits laufenden 13. Wahlperiode des Stadtrates wurde erforderlich, weil sein Amtsvorgänger Hans-Ulrich Krüger vor Ablauf der Wahlzeit des Rates in den 15. Deutschen Bundestag gewählt wurde. Die Amtszeit von Bürgermeister Spitzer endet somit erst mit dem Ablauf der jetzt laufenden 14. Wahlperiode des Stadtrates. Mit der Wahl zur 15. Wahlperiode des Stadtrates 2009 wurde Leonhard Spitzer als Bürgermeister für weitere sechs Jahre wiedergewählt. Aus persönlichen Gründen stellte er sein Bürgermeisteramt 2014 im Zuge der Wahl zum 16. Voerder Stadtrat zur Verfügung, obwohl seine Amtsperiode noch ein Jahr angedauert hätte. Bei dieser Wahl kandidierte er nicht mehr für das Amt des Bürgermeisters der Stadt Voerde. Seine Amtszeit endete am 22. Juni 2014.

## Persönliches
Spitzer ist verheiratet, hat drei Kinder und lebt mit seiner Familie in Voerde am Niederrhein.

## Ehrenamt
Am 21. September 2018 wurde Leonhard Spitzer zum Vorsitzenden des Deutschen Roten Kreuz Kreisverband Dinslaken-Voerde-Hünxe e.V. gewählt.